# Арцвіллер
Арцвілле́р (фр. Hartzviller) — муніципалітет у Франції, у регіоні Гранд-Ест, департамент Мозель. Населення — 937 осіб (01.01.2021).
Муніципалітет розташований на відстані близько 350 км на схід від Парижа, 85 км на південний схід від Меца.
Українським містом побратимом Арцвілле́ра є місто Кременець, Тернопільської області.

## Історія
До 2015 року муніципалітет перебував у складі регіону Лотарингія. Від 1 січня 2016 року належить до нового об'єднаного регіону Гранд-Ест.

## Демографія
Динаміка населення (INSEE ):
Розподіл населення за віком та статтю (2006):
| Стать | Всього | До 15 років | 15-24 | 25-44 | 45-64 | 65-85 | Понад 85 |
| --- | ------ | ----------- | ----- | ----- | ----- | ----- | -------- |
| Чоловіки | 468    | 114         | 36    | 166   | 92    | 60    | 0        |
| Жінки | 450    | 97          | 40    | 145   | 100   | 68    | 0        |
| \| Статево-вікова піраміда \| Статево-вікова піраміда \| Статево-вікова піраміда \| \| ----------------------- \| ----------------------- \| ----------------------- \| \| Чоловіки \| Вік \| Жінки \| \| 0 \| 85 + \| 0 \| \| 4 \| 80-84 \| 0 \| \| 20 \| 75-79 \| 16 \| \| 4 \| 70-74 \| 24 \| \| 32 \| 65-69 \| 28 \| \| 24 \| 60-64 \| 24 \| \| 28 \| 55-59 \| 36 \| \| 24 \| 50-54 \| 28 \| \| 16 \| 45-49 \| 12 \| \| 61 \| 40-44 \| 28 \| \| 45 \| 35-39 \| 61 \| \| 32 \| 30-34 \| 36 \| \| 28 \| 25-29 \| 20 \| \| 12 \| 20-24 \| 16 \| \| 24 \| 15-20 \| 24 \| \| 28 \| 10-14 \| 20 \| \| 45 \| 5-9 \| 41 \| \| 41 \| 0-4 \| 36 \| |        |             |       |       |       |       |          |
| Статево-вікова піраміда |        |             |       |       |       |       |          |
| Чоловіки | Вік    | Жінки       |       |       |       |       |          |
| 0 | 85 +   | 0           |       |       |       |       |          |
| 4 | 80-84  | 0           |       |       |       |       |          |
| 20 | 75-79  | 16          |       |       |       |       |          |
| 4 | 70-74  | 24          |       |       |       |       |          |
| 32 | 65-69  | 28          |       |       |       |       |          |
| 24 | 60-64  | 24          |       |       |       |       |          |
| 28 | 55-59  | 36          |       |       |       |       |          |
| 24 | 50-54  | 28          |       |       |       |       |          |
| 16 | 45-49  | 12          |       |       |       |       |          |
| 61 | 40-44  | 28          |       |       |       |       |          |
| 45 | 35-39  | 61          |       |       |       |       |          |
| 32 | 30-34  | 36          |       |       |       |       |          |
| 28 | 25-29  | 20          |       |       |       |       |          |
| 12 | 20-24  | 16          |       |       |       |       |          |
| 24 | 15-20  | 24          |       |       |       |       |          |
| 28 | 10-14  | 20          |       |       |       |       |          |
| 45 | 5-9    | 41          |       |       |       |       |          |
| 41 | 0-4    | 36          |       |       |       |       |          |

## Економіка
2010 року серед 581 особи працездатного віку (15—64 років) 415 були активними, 166 — неактивними (показник активності 71,4%, у 1999 році було 65,1%). З 415 активних мешканців працювало 380 осіб (205 чоловіків та 175 жінок), безробітними було 35 (16 чоловіків та 19 жінок). Серед 166 неактивних 36 осіб було учнями чи студентами, 79 — пенсіонерами, 51 була неактивною з інших причин.

У 2010 році в муніципалітеті числилось 374 оподатковані домогосподарства, у яких проживали 931,0 особи, медіана доходів виносила 18 945 євро на одного особоспоживача